# Стоидвадесетоклетъчник
Стоидвадесетоклетъчникът е един от шестте правилни изпъкнали 4-политопа. Той е многоклетъчник, състоящ се от 120 додекаедъра, така че има 720 петоъгълни стени, 1200 ръба и 600 върха. Във всеки негов връх се срещат 4 додекаедъра и съответно връхната фигура е тетраедър. Петриевият многоъгълник е тридесетоъгълник. Неговият дуален многоклетъчник е шестстотиноклетъчник. Има пресечена ромбична триаконтаедрична обвивка.
В стоидвадесетоклетъчникът се намират структурите на всички изпъкнали правилни политопи от първите 4 измерения, така че той може да бъде анализиран чрез тях. В този смисъл неговото изчерпателно изучаване представя изследване на всичките правилни изпъкнали политопи.

## Свързани многоклетъчници
- петоклетъчник
- тесеракт
- стоидвадесетоклетъчник
- шестоъгълна панова пита

- стоидвадесетоклетъчник
- четириредова дванадесетостенна пита
- петоредова дванадесетостенна пита
- шесторедова дванадесетостенна пита

Образува собствените си хиперболични четирипити, наречени стоидвадесетоклетъчна четирипита, четириредова стоидвадесетоклетъчна четирипита, петоредова стоидвадесетоклетъчна четирипита.

### Звездовидни стоидвадесетоклетъчници
- двадесетостенен стоидвадесетоклетъчник
- малък звездовиден стоидвадесетоклетъчник
- голям стоидвадесетоклетъчник
- велик стоидвадесетоклетъчник
- голям звездовиден стоидвадесетоклетъчник
- велик звездовиден стоидвадесетоклетъчник
- голям велик стоидвадесетоклетъчник
- голям двадесетостенен стоидвадесетоклетъчник
- голям велик звездовиден стоидвадесетоклетъчник

1. ↑  Stillwell J., The Story of the 120-Cell, Notices of the AMS. 48 (1): 17–25. (Jan. 2001)